# Sepia pharaonis
Sepia pharaonis är en bläckfiskart som beskrevs av Ehrenberg 1831. Sepia pharaonis ingår i släktet Sepia och familjen Sepiidae. IUCN kategoriserar arten globalt som otillräckligt studerad. Inga underarter finns listade i Catalogue of Life.